# The House of the Dead III
The House of the Dead III é um jogo de arcade Light Gun que foi lançado em 2002 com um tema de Survival Horror, e é o terceiro Jogo da Franquia The House of the Dead, desenvolvido pela Wow Entertainment e Sega . Foi mais tarde lançado para o Xbox em 2003, Microsoft Windows em 2005, o Wii em 2008 em uma Edição de aniversário com o jogo The House of the Dead 2 e lançado pelo PlayStation 3 em 2012 com o apoio da PlayStation Move. O jogo continua narrando a história dos jogos anteriores e introduz novos conceitos de jogo. Esse Jogo se passa 16 Anos depois dos acontecimentos do Quarto jogo da Franquia (The House of the Dead 4)

## Definição e personagens
O jogo é definido em um Mundo Pós-Apocalíptico em 2019, 21 anos após o Surto Inicial de Zumbis na Mansão Curien após os Acontecimentos do Primeiro Jogo da Franquia. Conforme revelado no Quarto Jogo da Franquia (The House of the Dead 4) que houve uma Infestação de Zumbis que se Espalhou no Mundo Inteiro, Reduzindo o Mundo em Desolação com a Civilização Desmoronada.um Centro de Facilidade (E.F.I.), existe uma instalação de pesquisa da propriedade do Dr. Roy Curien, que serve como um Cenário Principal da História.
Os Personagens principais (Protagonistas) do jogo são Lisa Rogan, filha de Thomas Rogan que tem 19 anos de idade, que procura o paradeiro de seu pai após seu desaparecimento nas instalações da E.F.I. e G, um Velho Sócio de Rogan que o acompanhou durante a sua atribuição original da investigação Mansion Curien. O próprio Rogan é um personagem jogável em um Prólogo do Jogo. Outros personagens incluem Daniel, filho de Curien cujo diagnóstico com doença terminal acabou se tornando a principal motivação de Curien para desenvolver a Mutação Zumbi, Dan Taylor, um membro do comando de Rogan que o auxilia no segmento prólogo do jogo, e um dos Bosses Principais do Jogo, o The Weel of Fate, um Ciborque com Habilidades Electrocinéticas, que na verdade é o próprio Curien, ele se ressuscitou após sua morte nas mãos de sua Obra-Prima (Magician).

## Sinopse
Em 2019, 16 anos depois dos acontecimentos do Quarto Jogo da Franquia (The House of the Dead 4), um Comando Militar liderado pelo Agente Aposentado da AMS, Thomas Rogan, infiltra-se no Centro da E.F.I. de Curien para investigar o que levou ao Colapso do Mundo. Durante a missão, toda a sua equipe é morta, até que ele e seu Parceiro, Dan Taylor são deixados. Quando conseguem encontrar a resposta, mas Death (Um Mutante Gigantesco que serve como Guarda de Segurança da instalação) mata Taylor e dá um soco na cara de Rogan. Enquanto ele tenta permanecer vivo, um homem em um traje corporativo oferece sua ajuda. O contato com ele está perdido.
Duas semanas depois, a filha de Rogan (Lisa), chega às instalações para resgatá-lo, acompanhada pelo agente Semi-Aposentado (G), Ex-Sócio de Rogan. Enquanto navega através da instalação, eles têm que se defender contra uma horda de Criaturas Mutantes e Zumbis. Eles também são Perseguidos pelo Death mas conseguem escapar dele. Mais tarde, eles encontram um Bicho Preguiça bem Deformado com o nome de The Fool, e uma Mega Planta Mutante chamado de The Sun. Ao longo do caminho, Lisa pergunta para G como ela tem que viver nas sombras de seu pai como um bem conhecido e que ela é muitas vezes o assunto de sua comparação.
Ao longo do jogo, Flashbacks revelam a motivação de Curien em sua obsessão de estudar assuntos da Vida Após a Morte que resultaram a ele um Surto da Mansão Curien em 1998, Ele estava desesperado em busca de uma cura para tratar de seu filho, Daniel, que está sofrendo de uma Doença Terminal. Seus métodos cada vez mais antiéticos levaram-no a acreditar que seria capaz de mudar o mundo para um futuro melhor, desenvolvendo a Mutação.
Depois de mais lutas, Lisa e G se reúnem com Rogan, que está sob o cuidado de Daniel Curien, este último lamentando experimentos de seu pai que destruiu o mundo. Daniel revela que após seu pai ser morto pelo Magician, seu corpo sofreu um processo de ressurreição de 19 anos. Enquanto G cuida Rogan com segurança. Daniel e Lisa formam uma aliança para destruir o corpo recentemente ressuscitado de Curien com Habilidades Electrocinéticas, conhecido como The Wheel of Fate. Quando chegam ao lugar de seu Inimigo Final, Daniel revela que ele cortou o programa para impedir que o The Wheel of Fate que fosse libertado e destruindo o mundo, dizendo que o futuro pertence às pessoas que ainda estão vivas e lutando para acabar com o Apocalipse. Os dois lutam e conseguem derrotar o The Wheel of Fate, que explode.

## Possíveis Finais
O jogo tem 4 finais, cada um jogado dependendo do desempenho do jogador no jogo.
- Final Médio: O primeiro final vê Daniel, G, Lisa e Rogan, deixando a instalação, com Daniel afirmando que ele não vai deixar os esforços de seu pai ir para o lixo.
- Final Ruim: O segundo final é essencialmente o mesmo, exceto que Daniel perde a vontade de continuar e revela que a medicação de seu pai o transformou em um zumbi na frente da horrorizada Lisa e a mata.
- Final Engraçado: O terceiro final é mais Cômico, com Daniel e Lisa descobrindo que um zumbi tinha roubado a van de Lisa e G e decidindo ir atrás dele.
- Final Misterioso: O quarto final mostra um homem misterioso em um terno de negócios pegando um dos frascos de Curien, murmurando que Curien não entendeu o seu verdadeiro propósito.